# Hygrochroa verena
Hygrochroa verena är en fjärilsart som beskrevs av Druce 1898. Hygrochroa verena ingår i släktet Hygrochroa och familjen silkesspinnare. Inga underarter finns listade i Catalogue of Life.